# Armo (Valvestino)
Armo (Árem in dialetto bresciano) è una frazione del comune di Valvestino, nella omonima valle in provincia di Brescia.
Fu comune indipendente del Trentino fino al 1928, anno in cui fu aggregato a quello di Turano. Dal censimento del 1921 risultava avere 305 abitanti.

## Origine del nome
Diverse sono le ipotesi avanzate sull'origine del nome e secondo il linguista Carlo Battisti che studiò il dialetto della Val Vestino e di Armo agli inizi del XX secolo, il toponimo del villaggio è di probabile origine retica, analogamente a quello di Dermulo, un antico comune della Val di Non oggi frazione di Predaia, che nel 1218, era chiamato "Armulo", mentre per lo storico Luigi Dalrì la voce deriverebbe da un antico idioma tedesco e sarebbe riconducibile al dominio longobardo con il significato di ala dell'esercito.
L'etnografo Bartolomeo Malfatti nel suo "Saggio di toponomastica Trentina" edito nel 1896 riporta che: "In alcuni idiomi dell'Occitania "armas" significa luogo sterile, landa; onde l'aggettivo "armassi" incolto, selvaggio. Questo significato conviene abbastanza al nostro Armo, situato sopra un piano elevato fra due convalli, non molto fertile, ma con pascoli e boschi; talché gli abitanti sono per la maggior parte pastori o carbonai. Non credo tuttavia col Boucoiran che Armo, "armas" derivi da "eremus", perché la mutazione dell'"e" iniziale in "a" si può dire fatto anomalo nella fonetica neo-latina. Piuttosto inclino a supporre in quei vocaboli la radice "ar" col significato di arido, sterile. Non dico però che questa radice entri come componente in tutti i nomi indicati di sopra. In quelli di fiume, la radice "ar" ha probabilmente il significato di solcare (arare). In alcuni casi può darsi che arm sia alterazione di alm; per la facile mutazione dell' in r. Pare anche che alcuni nomi sieno contratti da altri più antichi; cosi l'odierno Armio di Lombardia è detto nelle carte antiche "Arminianum" (C.D.L.) ed "Armedanum" S. Maria dell'Arma, in Liguria. L'"ar" in alcuni nomi celtici è prefisso preposizionale col significato "ante", "ad"; Ar-morica=lungo o presso il mare (kimr, corn. bret. Mor=mare) Ar-verni=presso gli ontani (vern, fearn ontano)".
Altri ricercatori invece sostengono che il nome Armo derivi dalla parola prelatina "barma" che indica una sommità rocciosa o una grotta, ovvero ipotizzano una derivazione dal nome personale celtico "Aramo" o dal germanico "Armo" col significato quindi di "terreno di Aramo o Armo", così come è stato ipotizzato per il borgo di Armo in provincia di Imperia, per Armarolo una località di Godiasco in provincia di Pavia o per la frazione di Armio di Maccagno con Pino e Veddasca in provincia di Varese. Anche secondo la ricerca di Arnaldo Gnagna nel suo "Vocabolario topografico-toponomastico della provincia di Brescia", edito nel 1939, l'abitato di Varmo in Friuli-Venezia Giulia avrebbe la stessa origine poiché il toponimo potrebbe derivare dalla base indoeuropea “wara” o “wor”, che significa "acqua".
Un'ultima ipotesi si rifà alla parola latina "armentum" col significato di "luogo ove salgono gli armenti" al pascolo.
Il ritrovamento di tombe definite "etrusche" alla fine del XIX secolo, i cui materiali sono in seguito andati dispersi, ha permesso di ipotizzare una origine retico-etrusca per l'insediamento. 
Il toponimo Armo, nella sua dizione dialettale di Árem, è riscontrabile nel vicino comune di Magasa nella località Val d'Árem, mentre è attestato una prima volta, in una pergamena del 21 agosto del 1405 quando fu stipulato un compromesso tra le comunità di Magasa, Armo, Persone, Moerna e Turano della Val Vestino con quella di Storo per stabilire i rispettivi confini sul monte Tombea e una seconda volta, il 25 aprile del 1480 in una pergamena del comune di Tignale. Questo documento, rogato nella frazione di Piovere dal notaio Bartolomeo del fu Dolcibene da Muslone,  consiste in una concessione annuale fatta dai rappresentanti della comunità a "Pietro Baldassare da Moerna" e ai soci Pietro di Grecino da Armo e Pietro Domenichino da Moerna per lo sfruttamento di un monte in Val Vestino nella Valle del Droanello. Nella stessa pergamena è citato pure un certo Pietro da Armo, consigliere del comune di Tignale. Nel 1913 il glottologo Carlo Battisti riportò nella sua ricerca sul dialetto della Val Vestino che gli abitanti del luogo venivano soprannominati: "Gàc", gatti.

## Storia

### 1405, il compromesso arbitrale fra la comunità di Storo e quelle di Magasa, Armo, Persone, Moerna e Turano nella Val Vestino causa la lite per i rispettivi confini del monte Tombea
Nel XV secolo è documentata per la prima volta la lite scaturita fra le comunità di Val Vestino, esclusa quella di Bollone, con quella di Storo per lo sfruttamento, possesso e utilizzo dei pascoli d'alpeggio di malga Tombea. Il documento consistente in una pergamena, scritta in latino, conservata presso l'archivio storico del comune di Storo, fu copiato, tradotto e pubblicato dal ricercatore Franco Bianchini nel 2009 e riportato nelle sue parti essenziali da Michele Bella nel 2020. Al centro della discordia vi era la delimitazione del "confine" montano riconducibile con molta probabilità alla zona della conca pascoliva con la sua preziosa pozza d'abbeverata compresa tra il Dosso delle Saette e Cima Tombea, detta la Piana degli Stor, e più a ovest la prateria verso la Valle delle Fontane e la Bocca di Cablone. In quei tempi, a quanto sembra,  non era stato mai definito legalmente a chi appartenesse quel territorio, nessun cippo era stato collocato e la conoscenza dei luoghi era basata sull'usanza e la tradizione orale dei contadini sedimentatasi nel tempo. Le praterie delle comunità valvestinesi erano a quel tempo assai ridotte e le sole malghe Corva, Alvezza, Bait, Selvabella e Piombino non erano sufficienti a soddisfare i bisogni degli allevatori e queste "erbe" d'alta quota erano fondamentali per la sopravvivenza delle comunità rurali locali che necessitavano di ulteriori pascoli ove condurre in estate, dai primi di luglio a circa il 10 agosto, le proprie mandrie. Non si conoscono le cifre esatte dei capi di bestiame di quel secolo, ma una stima del 1946 rende noto che i malghesi potevano disporre per la sola monticazione del monte di circa 180 capi di mucche da latte e manze, terminato il periodo della malga il prativo veniva occupato dal bestiame minuto, capre e pecore, presente nell'alpeggio della Valle di Campei. 
La controversia iniziò venerdì 21 agosto del 1405  nella contrada Villa di Condino sulla piazza Pagne "nei pressi della casa comunale presenti il maestro fabbro Glisente del fu maestro fabbro Guglielmo, Giovanni detto Mondinello figlio del fu Mondino, Antonio figlio di Giovanni detto Mazzucchino del fu Picino, tutti costoro della contrada Sàssolo della detta Pieve di Condino; Condinello figlio del fu Zanino detto Mazzola di detta contrada di sotto della soprascritta terra di Condino, ed Antonio detto Rosso, messo pubblico del fu Canale della villa di Por della Pieve di Bono, ora residente nella villa di Valèr della detta Pieve di Bono e predetta diocesi di Trento e molti altri testimoni convocati e richiesti" si unirono in presenza dei due procuratori delle comunità in causa per discutere e cercare un compromesso arbitrale definitivo che ponesse termine alla lite dei confini montani. Il notaio Pietro del fu notaio Franceschino di Isera, cittadino di Trento e abitante nella villa di Stenico delle Valli Giudicarie, con la collaborazione del notaio Paolo, stilò un documento su pergamena, identificando innanzi tutto presenti, valutando i loro mandati e i documenti prodotti dalle parti. 
La comunità di Storo era rappresentata da Benvenuto detto “Greco” figlio del fu Bertolino della villa di Storo, "legittimo ed abilitato sindico-procuratore e gestore degli interessi degli uomini e persone nonché della comunità ed universalità di detta villa di Storo, con documento pubblico redatto di mano e con segno notarile di Bartolomeo del fu notaio Paolo della contrada Levì (o Levìdo) della Pieve di Bono, pubblico notaio di licenza imperiale, agente e richiedente da una parte"; mentre quella della Val Vestino da Giovannino del fu Domenico della terra di Turano della Valle di Vestino della diocesi di Trento, "abilitato sindico-procuratore e gestore degli interessi degli uomini e persone nonché della comunità ed universalità delle ville di Magasa, Armo, Persone, Turano e Moerna di detta Valle di Vestino, con documento pubblico redatto di mano e con segno notarile di Franceschino del fu Giovannino fu Martino della terra di Navazzo del Comune di Gargano delle Riviera del Lago di Garda della diocesi di Brescia, agente in sua difesa dall’altra parte". La questione esposta era prettamente confinaria, costoro infatti dichiarano pubblicamente "di voler giungere alla concordia e dovuta risoluzione e pacificazione della lite a lungo vertente fra i predetti uomini e persone e comunità delle terre di Magasa, Armo, Persone, Turano e Moerna della soprascritta Valle di Vestino ed al fine di evitare spese ed eliminare e mitigare danni, scandali, risse e discordie, per il bene della pace e della concordia, affinché perpetuamente e vicendevolmente regni fra le dette parti l’amore, a proposito della lite e questione del monte denominato Tombea situato ed ubicato nei territori e fra i monti e confini degli uomini e delle comunità di dette terre di Magasa, Armo, Persone, Turano e Moerna della soprascritta Valle di Vestino da una parte, ed i monti e confini della comunità ed università della detta terra di Storo dall’altra, poiché a mattina ed a settentrione confinano gli uomini e le persone della Valle di Vestino, ed a mezzogiorno ed a sera confinano gli uomini e persone della detta terra di Storo, la quale lite era la seguente". 
Entrambi i procuratori portarono a sostegno delle loro affermazioni testimoni che sostenevano, basandosi sulle antiche tradizioni e consuetudini, che il territorio spettava da tempi immemori a questa o a quell'altra comunità, ma nessun documento scritto fu prodotto a loro favore che permettesse di dimostrare con certezza la proprietà.  Infatti Benvenuto detto “Greco” dichiarò che il monte di Tombea, situato ed insistente fra i suddetti confini e con tutte le sue competenti adiacenze e confinanze, spettava di diritto agli uomini della terra di Storo, e "che lui stesso e gli uomini della comunità di Storo, così come i loro predecessori, già da 10, 20, 30, 50, 80 e 100 anni ed oltre, da non esservi alcuna memoria in contrario, con ogni genere di armenti detti uomini pascolarono sul monte denominato Tombea come territorio di loro libera proprietà, senza alcuna molestia, disturbo o contraddizione da parte degli uomini e persone delle comunità ed universalità delle predette terre di Magasa, Armo, Persone, Turano e Moerna".
Altresì Giovannino del fu Domenico della terra di Turano prontamente ribatté negando la ricostruzione narrata da Benvenuto detto “Greco”  e asserì che il monte Tombea nella sua totalità, con tutte le sue adiacenze e confinanze, spettava di diritto esclusivamente agli uomini delle comunità di Magasa, Armo, Persone, Turano e Moerna ed in nessun altro modo agli uomini di Storo. Vista la divergenza tra le parti, la soluzione migliore per definire la controversia parve a tutti i presenti l'arbitramento. Con questo tipo di contratto le due parti litiganti devolvevano la risoluzione della contesa al giudizio di una o più persone scelte liberamente.  Quindi i due "sindaci" nominarono alcuni pacificatori chiamati pure arbitri, definitori o probiviri.
Benvenuto detto “Greco” scelse, nominò e completamente si affidò a Giacomo figlio del fu Giovannino della terra di Agrone della Pieve di Bono, Giovanni detto Pìzolo, residente nella contrada di Condino, al figlio del fu Guglielmo detto “Pantera” di Locca della Valle di Ledro della diocesi di Trento ed un tempo residente nella terra di Por, il notaio Giacomo della terra di Comighello della Pieve del Bleggio, ed il notaio Giovanni del fu notaio Domenico di Condino. Giovannino fu Domenico scelse, nominò e completamente si affidò a Picino del fu ser Silvestro detto “Toso” della terra di Por, Franceschino fu ser Giovannino della detta terra di Agrone, Giovanni fu ser Manfredino della terra di Fontanedo della Pieve di Bono e Giovanni figlio di Pizino detto “Regia” fu Zanino della contrada di Sàssolo della Pieve di Condino.
Gli arbitri furono investiti dell'autorità "di ascoltare le parti, decidere, definire, giudicare, sentenziare e promulgare, ovvero di disporre e giudicare con relative disposizioni, sentenze e di imporre di non opporsi e ricorrere su quanto deciso e sentenziato in alcuna sede di giudizio, con documenti scritti o senza in qualsiasi sede giuridica, sempre ed in ogni luogo, sia con le pareti avverse presenti o assenti su quanto richiesto e successivamente solennemente deliberato.  Ragion per cui le suddette parti in causa convennero di obbedire ed in toto osservare quanto sarà prescritto nelle loro sentenze di qualunque contenuto ed in qualunque sede giudiziale". 
Fu stabilito che in caso di non osservanza dell'accordo l'applicazione di una ammenda di 200 ducati da versare metà alla camera fiscale del principe vescovo di Trento e l’altra metà al nobile Pietro Lodron "signore generale di dette terre di Magasa, Armo, Persone, Moerna e Turano della Valle di Vestino". Inoltre le parti contraenti si impegnarono di rifondere tutti i danni causati e le spese sostenute con relativi interessi in caso di condanna in sede giudiziale garantendo la quantità di denaro stimata con un'ipoteca di tutti i beni personali in loro possesso, presenti e futuri, e quelli della rispettive comunità. 
Al termine Benvenuto detto “Greco” e Giovannino fu Domenico giurarono con tocco di mano sulle sacre scritture di osservare tutte le suddette deliberazioni e chiesero al notaio di stilare un pubblico documento da consegnare ad entrambe le singole parti contendenti.
Fungevano da giudici di appello il nobile Pietro del fu Paride di Lodrone, "quale signore generale degli uomini e persone delle comunità ed università delle terre di Magasa, Armo, Persone, Moerna e Turano della Valle di Vestino e l’onorabile signor Matteo, notaio e cittadino di Trento ed assessore del nobile Erasmo di Thun in Val di Non, vicario generale nelle Giudicarie per conto del principe vescovo di Trento Giorgio nonché generale signore e pastore degli uomini e della comunità di Storo".

### 1511, la grande divisione di pascoli e boschi dei monti Camiolo, Tombea, Dos di Sas e della costa di Ve
Lo studio compiuto da don Mario Trebeschi , ex parroco di Limone del Garda, di una sgualcita e a tratti illeggibile pergamena conservata presso l’Archivio Parrocchiale di Magasa, portò a conoscenza dell’intensivo sfruttamento dei pascoli d’alpeggio, dei boschi, delle acque torrentizie in Val Vestino che fu spesso causa di interminabili e astiose liti fra le sei comunità. In special modo nelle zone contese dei monti Tombea e Camiolo; ognuna di esse rivendicava, più o meno fortemente, antichi diritti di possesso o transito, con il risultato che il normale e corretto uso veniva compromesso da continui sconfinamenti di mandrie e tagli abusivi di legname. Pertanto agli inizi del Cinquecento, onde evitare guai peggiori, si arrivò in due fasi successive con l’arbitrariato autorevole dei conti Lodron ad una spartizione di questi luoghi tra le varie ville o “communelli”. Infatti questi giocarono un ruolo attivo nella vicenda, persuadendo energicamente le comunità alla definitiva risoluzione del problema con la sottoscrizione di un accordo che fosse il più equilibrato possibile, tanto da soddisfare completamente ed in maniera definitiva le esigenti richieste delle numerose parti in causa. Il 5 luglio del 1502 il notaio Delaido Cadenelli della   Valle di Scalve  redigeva a Turano sotto il portico adibito a cucina della casa di un tale Giovanni, un atto di composizione tra Armo e Magasa per lo sfruttamento consensuale della confinante valle di Cablone (nel documento Camlone, situata sotto il monte Cortina). Erano presenti i deputati di Armo: Bartolomeo, figlio di Faustino, e Stefenello, figlio di Lorenzo; per Magasa: Antoniolo, figlio di Giovanni Zeni, e Viano, figlio di Giovanni Bertolina. Fungevano da giudici d’appello i conti Francesco, Bernardino e Paride, figli del sopra menzionato Giorgio, passati alla storia delle cronache locali di quei tempi, come uomini dotati di una ferocia sanguinaria.  Il 31 ottobre del 1511 nella canonica della chiesa di San Giovanni Battista di Turano, Bartolomeo, figlio del defunto Stefanino Bertanini di Villavetro , notaio pubblico per autorità imperiale, stipulava il documento della più grande divisione terriera mai avvenuta in Valle, oltre un terzo del suo territorio ne era interessato. Un primo accordo era già stato stipulato il 5 settembre del 1509 dal notaio Girolamo Morani su imbreviature del notaio Giovan Pietro Samuelli di Liano, ma in seguito all’intervento di alcune variazioni si era preferito, su invito dei conti Bernardino e Paride, revisionare completamente il tutto e procedere così ad una nuova spartizione. Alla presenza del conte Bartolomeo, figlio del defunto Bernardino, venivano radunati come testimoni il parroco Bernardino, figlio del defunto Tommaso Bertolini, Francesco, figlio di Bernardino Piccini, tutti e due di Gargnano, il bergamasco Bettino, figlio del defunto Luca de Medici di San Pellegrino, tre procuratori per ogni Comune, ad eccezione di quello di Bollone che non faceva parte della contesa (per Magasa presenziavano Zeno figlio del defunto Giovanni Zeni, Pietro Andrei, Viano Bertolini), e si procedeva solennemente alla divisione dei beni spettanti ad ogni singolo paese. A Magasa veniva attribuita la proprietà del monte Tombea fino ai prati di Fondo comprendendo l’area di pertinenza della malga Alvezza e l’esclusiva di tutti i diritti di transito; una parte di territorio boscoso sulla Cima Gusaur e sul dosso delle Apene a Camiolo, in compenso pagava 400 lire planet alle altre comunità come ricompensa dei danni patiti per la privazione dei sopraddetti passaggi montani. Alcune clausole stabilivano espressamente che il ponte di Nangone (Vangone o Nangù nella parlata locale) doveva essere di uso comune e che lungo il greto del torrente Toscolano si poteva pascolare liberamente il bestiame e usarne l’acqua per alimentare i meccanismi idraulici degli opifici. Al contrario il pascolo e il taglio abusivo di piante veniva punito severamente con una multa di 10 soldi per ogni infrazione commessa. 
Alla fine dopo aver riletto il capitolato, tutti i contraenti dichiaravano di aver piena conoscenza delle parti di beni avute in loro possesso, di riconoscere che la divisione attuata era imparziale e di osservare rispettosamente gli statuti, gli ordini, le provvisioni e i decreti dei conti Lodron, signori della comunità di Lodrone e di quelle di Val Vestino.  Poi i rappresentanti di Armo, Magasa, Moerna, Persone e Turano giuravano, avanti il conte Bartolomeo Lodron, toccando i santi vangeli, di non contraffarre e contravvenire la presente divisione terriera e, con il loro atto, si sottoponevano al giudizio del foro ecclesiastico e ai sacri canoni di Calcedonia.

### La famiglia industriale degli Andreoli: da contadini a possidenti terrieri a cartai
La famiglia Andreoli, secondo lo storico madernese Donato Fossati, era originaria di Armo e, di professione allevatori di bestiame, si sarebbe poi trasferita nel corso del XVI secolo nella Riviera di Salò facendo una lunga sosta a Navazzo di Gargnano nella frazione di Santa Maria per poi spostarsi nuovamente nel borgo montano di Campediglio, meglio noto come Campei de Sima, a Toscolano Maderno. Difatti gli Andreoli iniziarono qui, a 1050 metri di altitudine in un ambiente isolato,  le loro molteplici attività occupandosi dell'allevamento del bestiame per poi vendere i prodotti del caseificio e con i guadagni ottenuti, nel 1580, acquistarono pascoli e boschi dei dintorni come la malga di Campiglio di Cima, con le annesse Campiglio di Mezzo e di Fondo site nel comune di Toscolano Maderno. Le proprietà si estesero con gli acquisti di pascoli e boschi tra cui i Ronchi, Cessamale, le Folgherie, gli Albaredi, Montepiano, Maernì, le Luvere, la Selva oscura, le costiere e le pendici settentrionali.  A Campiglio di Cima, nel 1602, visto che vi abitavano stabilmente circa 36 persone, gli Andreoli edificarono una piccola cappella dedicata a Santa Maria della Neve. La cappella custodiva originariamente due dipinti di autore ignoto: uno raffigurante la Madonna della neve e l'altro S.Gaetano da Thiene ai piedi della Madonna. La data di costruzione della chiesetta risale al 1602. Tale data è stata possibile desumerla da una richiesta dell'Arciprete di Toscolano Lodovico Avancinus diretta al Vicario Episcopale di Brescia con la quale chiedeva la licenza di "erigere un Oratorio a Campeglio dove abitano 36 anime". Ogni anno al 5 di agosto, festa della Madonna della Neve, fino ad alcuni decenni fa si celebrava la festa con l'intervento di un Sacerdote e la partecipazione di pellegrini e gitanti dei paesi rivieraschi ed in tempi più lontani anche di tagliaboschi, falciatori, mandriani e carbonai che in processione da Gaino salivano alla chiesetta. Dopo il rito religioso la festa si svolgeva all'ombra dei faggi con colazioni al sacco, allietate da canti e danze.
La famiglia Andreoli rappresentata dal capostipite Donato, trovò nel corso del Settecento fortuna e ricchezza a Toscolano, ove si era stabilita, nella produzione della carta presso la cartiera di loro proprietà a Maina Superiore nella Valle delle Cartiere lungo il corso del torrente Toscolano. Le cartiere di Toscolano iniziarono la loro attività nel 1780 utilizzando gli stracci quale materia prima per la fabbricazione della carta. L'opera del cartaio Donato fu poi proseguita dai figli Giacomo (1753-1821), Giovanni e Pietro (1763-1847) e si protrasse fino ai primi decenni del Novecento. Questo opificio degli Andreoli passò successivamente di proprietà alla famiglia dei Maffizzoli assieme ai Bianchi e infine fu acquisita dalla famiglia dei Fossati, già proprietaria di quella in località Garde. La famiglia Andreoli fu Donato si estinse nel 1841 in Fossati.

## Monumenti e luoghi di interesse

### Architetture religiose

#### La chiesa parrocchiale
La chiesa parrocchiale è dedicata al culto dei santi Simone e Giuda che si festeggiano il 28 ottobre. La chiesa è stata rimaneggiata più volte e il presbiterio, che è la parte più antica dell'edificio, reca sull'avvolto la data del 1117. Fu consacrata da monsignor Giovanni Nepomuceno de Tschiderer, principe vescovo di Trento, il 12 agosto del 1837.
Legata fortemente alle proprie tradizioni religiose, la popolazione di Armo non mancò mai di venerare la propria chiesa e i propri santi ai quali era devota, così si recò l'11 gennaio 1712 in pellegrinaggio presso il santuario della Madonna di Valverde a Rezzato, luogo celebrato per l'apparizione mariana avvenuta nel 1399 e, l'anno precedente, nell'ottobre 1711.

#### Le santelle religiose
Un tempo la profonda religiosità popolare delle genti di questa valle si esprimeva spesso con l'erezione di opere sacre e l'apposizione di "segni" che avevano lo scopo di garantire un quotidiano "filo diretto" con il Creatore. C'era sempre qualche buon motivo per ringraziarlo per invocarne la benevolenza. Cosi, lungo le stradine di campagna e le mulattiere di montagna è facile imbattersi in vecchi manufatti ormai spesso offuscati, dalla patina del tempo: croci,  tabernacoli, capitelli, lapidi in ricordo di eventi tragici, piccoli dipinti votivi realizzati per grazie ricevute. Presso di essi il viandante sostava qualche attimo in rispettosa preghiera: anche il passante più frettoloso, vi gettava almeno uno sguardo, elevando un pensiero al Cielo.
I quattro capitelli o santelle siti nella campagna circostante l'abitato, lungo le antiche mulattiere che collegavano il villaggio con gli altri abitati della Val Vestino e i suoi alpeggi furono presumibilmente edificati tra il 1600 e il 1800, per volontà di pii benefattori. I manufatti si presentano con volta a sesto d'arco e le strutture verticali sono in muratura portante. Le coperture sono a due falde simmetriche con il manto in coppi e furono recentemente ristrutturate in quanto versavano in stato di abbandono, invase dalla vegetazione e con gli affreschi sbiaditi e esposti alle intemperie.
La prima santella è posizionata lungo l'antico percorso che congiunge Armo a Persone ed è dedicata al culto di San Rocco a protezione dalla peste nera, è la più antica e si presume sia stata costruita nel 1600. Strategico il suo collocamento, che permette un'ampia visione sulle chiese valvestinesi dedicate entrambi a San Rocco, quella di Moerna e di Turano. Elemento particolare che conferisce un'aura di complice devozione per il culto del Santo nelle singole comunità. Gli affreschi che l'adornano raffigurano la Deposizione di Gesù dalla croce con gli angeli, lo stesso San Rocco e San Luigi di Tolosa. La devozione a San Rocco deriva dal fatto che la peste nera colpì duramente la popolazione fino al 1630 quando praticamente scomparve definitivamente dal bresciano ma rimase attiva in Europa, in Russia, fino al 1770. Nella zona della Riviera del Garda e del Trentino, l’epidemia pestilenziale, fu documentata già a partire dal 1300 e poi a seguire nel 1428, 1433,1496, 1530, 1567 e nel 1576. La stessa popolazione del villaggio di Droane, secondo la tradizione, fu annientata nel XVI secolo.
Alla periferia dell abitato di Armo, sulla strada per il Ponte Franato che poi prosegue per Messane,  Vott a quindi al monte Denai nel comune di Magasa è situato il capitello oggi dedicato alla devozione della Madonna col Bambino. In origine la santella, realizzata nel 1800, era dedicata alla Vergine del Rosario e presenta attualmente altri quattro affreschi oltre all'immagine di Santa Maria: San Vigilio patrono di Trento, che è l'unica rappresentazione iconografica di questo santo in Valle, dopo Droane, località del comune di Valvestino ove è venerato come protettore, Santa Massenzia, San Claudiano e San Magoriano, rispettivamente considerati dalla tradizione cattolica madre e fratelli di San Vigilio. L'antica strada che porta a Turano, accoglie infine le ultime due santelle di Armo. È la via definita localmente appunto "dei santéi". La prima cappella votiva che si incontra è quella che rappresenta la Deposizione di Gesù dalla croce. In origine la santella, fatta costruire ad inizio Novecento del secolo scorso da una famiglia di Armo a suffragio dell'anima di un familiare defunto, era dedicata alla Anime del Purgatorio. È del 1903 la data di costruzione dell'altro capitello dedicato all'Assunzione di Maria al cielo e fu edificata dai coniugi Giovan Battista e Felicita Maffei, il cui nominativo è riportato sul frontale del volto del manufatto, per voto e grazia ricevuta.
Queste santelle, si presume, furono anche posizionate nella campagna dove vi era il luogo di passaggio di particolari cerimonie religiose chiamate rogazioni, che documentate già negli statuti comunali del vicino comune di Magasa  del 1589, si celebravano in determinati giorni dell'anno e consistevano in antico in una processione di tutta la popolazione a Cadria. Con questo rito la popolazione di Armo chiedeva la protezione divina contro i danni dovuti al maltempo: grandine, pioggia, la siccità ma anche contro le calamità naturali, la violenza della guerra o appunto il flagello di malattie contagiose come la peste nera. Le santelle, inoltre, rappresentavano nell'immaginario popolare un baluardo contro la presenza di malefici, demoni, streghe e stregoni.
Le santelle in generale hanno quindi il significato di un ringraziamento. Una preghiera di aiuto e benevolenza per tutti quegli uomini che dopo aver lasciato le loro case, le loro famiglie affrontando le fatiche o le insidie della guerra sono rientrati a casa sani e salvi, saldi nella loro fede ma anche come ex voto per uno scampato pericolo, come una carestia o una pestilenza.

### Architetture civili

#### I ruderi dell'ex mulino ad acqua della famiglia Grezzini

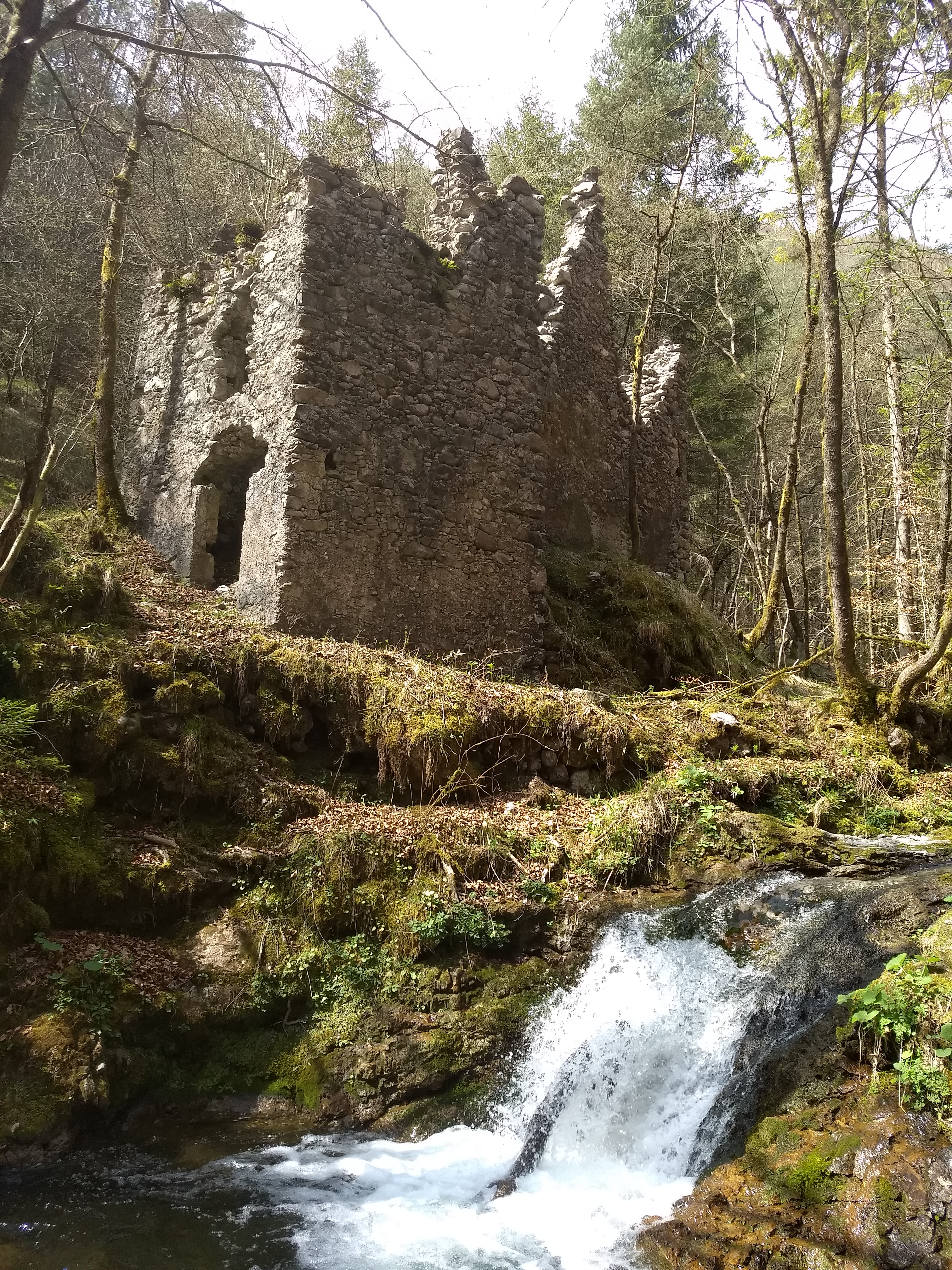
Ruderi dell'antico mulino ad acqua sul greto del torrente Armarolo che fu in servizio dell'agricoltura locale fino al 1940.

I ruderi del mulino si trovano sul greto del corso del torrente Armarolo nell'omonima vallata. Nei secoli trascorsi funzionò al servizio della Comunità di Armo, alla quale apparteneva e veniva posto all'incanto pubblico di anno in anno, per la macina del frumento che veniva coltivato nella campagna circostante il paese. Era certamente attivo nel 1860, come risulta dai catasti della Provincia del Tirolo. Il movimento della ruota in legno era generato con la forza dell'acqua dello stesso torrente e ultimo mugnaio e proprietario fu Michele Grezzini della famiglia dei "Gianandrei", dei benestanti contadini, che lo mantenne in attività fino agli inizi del secondo conflitto mondiale quando poi cadde in rovina a seguito del progressivo abbandono dell'agricoltura, anche se l'Annuario generale d'Italia guida generale del Regno, del 1934, riporta che gli esercenti erano Giovanni Gottardi per quello di Magasa e Davide Iseppi per quello di Persone.

#### La vecchia "Calchèra" del mulino
Il semicerchio di sassi biancastri, in parte crollati, incassato nel terreno ed aperto su di un lato, è quanto rimane di questa vecchia "calchèra", cioè una fornace per la produzione della calce costruita nei secoli scorsi in prossimità dei ruderi dell'ex mulino Grezzini sul torrente Armarolo lungo il sentiero che si inerpica verso località Chenzére di Magasa. Per la sua costruzione sono stati usati soprattutto blocchi di roccia calcarea,  resistenti alle alte temperature (900 gradi) che si raggiungevano durante la "cottura" dei sassi. Ogni ciclo di produzione richiedeva molte tonnellate di sassi di calcare escavati nelle vicinanze, altrettante di fascine di legna per il fuoco e di acqua. In fondo, in corrispondenza del foro da cui sarebbe stata continuamente alimentata, veniva posta la legna. Sopra venivano poi accumulati i sassi calcarei per tutta l'altezza della calchèra. Il tutto era infine ricoperto da uno strato di argilla o terra con fori di sfiato. La cottura durava circa una settimana ed era controllata notte e giorno: una volta conclusa, si attendeva per alcuni giorni, il raffreddamento del materiale. Scoperchiando la calchèra, i sassi ormai trasformati in calce viva, venivano estratti con spessi guanti o con il badile. Il processo di lenta cottura in assenza di ossigeno, aveva trasformato il carbonato di calcio in ossido di calcio, estremamente caustico, la calce viva. Quest'ultima mescolata con l'acqua derivata in canale dal vicino rio, si sarebbe trasformata nella "calce spenta", che un tempo aveva molteplici utilizzi. Innanzi tutto mescolata alla sabbia come legante in edilizia, ma anche, aspersa sulle pareti di case e delle stalle, come imbiancante dalle proprietà fortemente disinfettanti.

#### La pratica delle carbonaie
Sulle montagne dell'ex Comune sono presenti numerose e antiche aie carbonili simbolo di una professione ormai scomparsa da decenni. Quella della carbonaia, pojat in dialetto locale,  era una tecnica molto usata in passato in gran parte del territorio alpino, subalpino e appenninico, per trasformare la legna, preferibilmente di faggio, ma anche di abete, carpino, larice, frassino, castagno, cerro, pino e pino mugo, in carbone vegetale.  I valvestinesi erano considerati degli esperti carbonai, carbonèr così venivano chiamati, come risulta anche dagli scritti di Cesare Battisti. I primi documenti relativi a questa professione risalgono al XVII secolo, quando uomini di Val Vestino richiedevano alle autorità della Serenissima i permessi sanitari per potersi recare a Firenze e a Venezia. Essi esercitarono il loro lavoro non solo in Italia ma anche nei territori dell'ex impero austro-ungarico, in special modo in Bosnia Erzegovina, e negli Stati Uniti d'America di fine Ottocento a Syracuse-Solvay.
Nonostante questa tecnica abbia subito piccoli cambiamenti nel corso dei secoli, la carbonaia ha sempre mantenuto una forma di montagnola conica, formata da un camino centrale e altri cunicoli di sfogo laterali, usati con lo scopo di regolare il tiraggio dell'aria. Il procedimento di produzione del carbone sfrutta una combustione imperfetta del legno, che avviene in condizioni di scarsa ossigenazione per 13 o 14 giorni.
Queste piccole aie, dette localmente ajal, jal o gial,  erano disseminate nei boschi a distanze abbastanza regolari e collegate da fitte reti di sentieri. Dovevano trovarsi lontane da correnti d'aria ed essere costituite da un terreno sabbioso e permeabile. Molto spesso, visto il terreno scosceso dei boschi, erano sostenute da muri a secco in pietra e nei pressi il carbonaio vi costruiva una capanna di legno per riparo a sé e alla famiglia. In queste piazzole si ritrovano ancor oggi dei piccoli pezzi di legna ancora carbonizzata. Esse venivano ripulite accuratamente durante la preparazione del legname.
A cottura ultimata si iniziava la fase della scarbonizzazione che richiedeva 1-2 giorni di lavoro. Per prima cosa si doveva raffreddare il carbone con numerose palate di terra. Si procedeva quindi all'estrazione spegnendo con l'acqua eventuali braci rimaste accese. La qualità del carbone ottenuto variava a seconda della bravura ed esperienza del carbonaio, ma anche dal legname usato. Il carbone di ottima qualità doveva "cantare bene", cioè fare un bel rumore. Infine il carbone, quando era ben raffreddato, veniva insaccato e trasportato dai mulattieri verso la Riviera del Garda per essere venduto ai committenti. Di questo carbone si faceva uso sia domestico che industriale e la pratica cadde in disuso in Valle poco dopo la seconda guerra mondiale soppiantato dall'uso dell'energia elettrica, del gasolio e suoi derivati.

### La resinazione
L’estrazione della resina delle conifere, fu un'attività fiorente nella Val Vestino del 1700, quando proprio di qui passava sulle creste del monte Stino e del monte Vesta, nel fondovalle del torrente Toscolano e del torrente Droanello l’antico confine tra la l'Impero d'Austria e la Repubblica di Venezia. La Val Vestino  era in quei tempi una discreta produttrice di trementina, detta "di Venezia" o "Tia de rasa" in loco, che scaldata in una caldaia di rame, distillata e messa in botti dai piciari, era la fonte di  un redditizio commercio con la vicina Repubblica Veneta, che impiegava il derivato della resina in molteplici usi, nella medicina, come lubrificante dei violini, nella formazione di mastici per sigillare le botti, in ambito militare per saldare le punte sulle frecce o distillare  oli o altro ancora. Sembra quindi certa l’ipotesi dell’origine dei toponimi del nome monte Pinèl, monte Pine, località Pinedo, Borgo Fornèl a Magasa, di attribuirla all'attività estrattiva e alla presenza di un impianto per la raffinazione non solo della resina, pece bianca così detta quando essiccata, ma anche alla distillazione secca del legno per la produzione di pece navale, detta pece nera o greca, che si estraeva dai ceppi delle conifere e veniva usata proprio per calafatare le navi dell'arsenale marittimo veneto o come materiale incendiario. L'ottenimento della pece nera prevedeva la tecnica dell'allestimento dei "Forni", o caldaie interrate e sigillate con l'argilla e con un pertugio sul fondo; sovrastate  da modeste cataste di legname come quelle costruite per la produzione del carbone alle quali veniva appiccato il fuoco. In essi si cuoceva il legno di pini tagliato in assicelle assieme ad altre sostanze resinose fino all'estrazione di un pergolato, la pece, che tramite una canaletta di legno veniva raccolta in stampi di legno, si faceva raffreddare e poi si commerciava. Per estrarre invece la resina si praticavano, sul tronco liberato dalla corteccia, incisioni a V profonde circa un centimetro. Tale pratica prevedeva solitamente tre cicli di resinazione della durata di 5/10 anni ciascuno. Quando il tronco raggiungeva il diametro sufficiente, si praticavano incisioni a spina di pesce, che insistevano su un terzo della circonferenza. Dalle “ferite” usciva una certa quantità di resina, che veniva convogliata dalle incisioni in piccoli recipienti, dai quali era periodicamente raccolta. Al termine dei tre cicli di resinazione l’intera circonferenza della pianta era coperta da “cicatrici” e l’albero non era più in grado di sopravvivere. Non restava che abbatterlo e sfruttarne la legna. I pini di Armo hanno subito un solo ciclo di resinazione, su un lato del tronco.

## Cultura

### Manifestazioni

#### I mercatini dell'Impero
I "Mercatini dell'Impero" sono una manifestazione commerciale pubblica, che si svolge nella penultima domenica del mese di novembre, lungo le strade del villaggio, sotto gli antichi volti, ove viene esposto tutto ciò che concerne il Natale.
Vi si trovano dei piccoli stand, nei quali vengono messe in vendita le decorazioni natalizie, i prodotti locali gastronomici o dell'artigianato, souvenir, piccoli oggetti regalo. Si effettua un servizio di ristorazione veloce che propone spesso il vin brulé, panini, salsicce, würstel caldi e strudel. La decorazione del luogo risulta suggestiva: si compone di una notevole illuminazione, fatta di luminarie, arredi floreali e spesso di fuochi di ceppi. Il paesaggio sonoro è allietato da cori e musiche natalizie.
La manifestazione è stata istituita nel 2014 e intitolata all'Impero asburgico per rinsaldare l'antico legame storico-culturale esistente tra la Val Vestino, il Tirolo e Vienna. Ospite dell'evento il 22 novembre 2015 è stato il campione olimpico di Montréal sui 400 e 800 piani del 1976, il cubano Alberto Juantorena.
In molte città dell'Italia settentrionale, e in generale di tutto l'arco alpino, l'avvento viene solitamente introdotto con l'apertura del Mercatino di Natale, in Germania meridionale e Austria spesso chiamato Christkindlmarkt (che letteralmente in tedesco significa il mercato del Bambino Gesù).